# Aguatón
Aguatón és un municipi aragonès de la província de Terol, enquadrat a la comarca de la Comunitat de Terol.